# Marcantonio Trivisan
Marcantonio Trivisan, död 1554, var en venetiansk doge. Han var regerande doge av Venedig 1553–1554.